# Wrotkarstwo na Igrzyskach Panamerykańskich 2019
Wrotkarstwo na Igrzyskach Panamerykańskich 2019 odbywało się w dniach 26 lipca – 10 sierpnia 2019 roku w Villa Deportiva Nacional i na Circuito de playas w Limie. Pięćdziesięciu sześciu zawodników obojga płci rywalizowało łącznie w ośmiu konkurencjach indywidualnych.

## Podsumowanie

### Klasyfikacja medalowa
| Klasyfikacja medalowa | Klasyfikacja medalowa | Klasyfikacja medalowa | Klasyfikacja medalowa | Klasyfikacja medalowa | Klasyfikacja medalowa |
| Miejsce               | Państwo               | Złoto                 | Srebro                | Brąz                  | Razem                 |
| --------------------- | --------------------- | --------------------- | --------------------- | --------------------- | --------------------- |
| 1                     | Kolumbia              | 5                     | 1                     | 0                     | 6                     |
| 2                     | Chile                 | 1                     | 2                     | 0                     | 3                     |
| 3                     | Argentyna             | 1                     | 1                     | 0                     | 2                     |
| 4                     | Brazylia              | 1                     | 0                     | 1                     | 2                     |
| 5                     | Meksyk                | 0                     | 1                     | 2                     | 3                     |
| 6                     | Gwatemala             | 0                     | 1                     | 1                     | 2                     |
| 7                     | Stany Zjednoczone     | 0                     | 1                     | 1                     | 2                     |
| 8                     | Wenezuela             | 0                     | 1                     | 1                     | 2                     |
| 9                     | Ekwador               | 0                     | 0                     | 2                     | 2                     |
| Razem                 | Razem                 | 8                     | 8                     | 8                     | 24                    |

### Wrotkarstwo artystyczne
| Konkurencja | 1. miejsce   | 2. miejsce      | 3. miejsce      |
| ----------- | ------------ | --------------- | --------------- |
| Mężczyźni   | Juan Sánchez | John Burchfield | Gustavo Casado  |
| Kobiety     | Bruna Wurts  | Giselle Soler   | Eduarda Fuentes |

### Wrotkarstwo szybkie
| Konkurencja                      | 1. miejsce     | 2. miejsce         | 3. miejsce      |           |
| Mężczyźni                        | Mężczyźni      | Mężczyźni          | Mężczyźni       | Mężczyźni |
| -------------------------------- | -------------- | ------------------ | --------------- | --------- |
| Jazda indywidualna na czas 300 m | Pedro Causil   | Jhoan Guzman       | Jorge Martinez  |           |
| Sprint na 500 m                  | Pedro Causil   | Jorge Martinez     | Jhoan Guzman    |           |
| Jazda na eliminację 10 000 m     | Alex Cujavante | Hugo Ramirez       | Jorge Bolanos   |           |
| Kobiety                          |                |                    |                 |           |
| Jazda indywidualna na czas 300 m | Maria Moya     | Geiny Pajaro       | Dalia Soberanis |           |
| Sprint na 500 m                  | Geiny Pajaro   | Dalia Soberanis    | Veronica Elias  |           |
| Jazda na eliminację 10 000 m     | Johana Viveros | Javiera San Martin | Kelsey Helman   |           |